# Гряда (Жарковское сельское поселение)
 Гряда  — деревня в Жарковском муниципальном округе Тверской области.

## География
Находится в юго-западной части Тверской области на расстоянии приблизительно 16 км по прямой на восток-северо-восток по прямой от районного центра поселка Жарковский на правом берегу реки Обша.

## История
Деревня уже была отмечена на карте 1846—1863 годов. В 1927 году здесь было учтено 2 двора. До 2022 года входила в состав ныне упразднённого Жарковского сельского поселения.

## Население
Численность населения: 8 человек(русские 100 %) в 2002 году, 0 в 2010.